# Superbellum
A Superbellum a Mézga Aladár különös kalandjai című magyar rajzfilmsorozat kilencedik része, a sorozat epizódjaként a Mézga család huszonkettedik része.

## Cselekmény
Máris szomszéd három hétre odaadja Mézgáéknak a balatonszöszmöszi nyaralójának kulcsait – mint kiderül, nem önzetlenül, a lakóközösség busás pénzjutalomban részesíti őt azért, amiért ennek köszönhetően egy kicsit nyugtuk lesz a családtól. Mivel a kulcsok eltörnek, Aladár segítségével kell betörniük. Az éjszaka leple alatt űrutazásra indulnak, de mivel a Gulliverkli egyik fúvókája eldugult (mint utóbb kiderül, Géza horgászáshoz használt piócái másztak bele), le kell szállniuk egy bolygón, ahol azonnal tüzet nyitnak rájuk. A Superbellum felszínén halálos a radioaktív sugárzás, mindent romok és csontok borítanak. ahol már csak két, évszázadok óta üvegbúra alatt élő ember, Y tábornagy és Z zsandár-dandár tébolynagy élnek és háborúznak egymás ellen. Mivel élőlény nem maradt, így gépekkel küzdenek. Y elfogja Aladárékat és be akarja őket szervezni Z ellenében kémnek (azt már ő maga sem tudja, miért háborúznak, a háború önmagáért van). Amikor nemet mondanak, egy verembe veti őket, hogy éhhalált szenvedjenek, s ekkor váratlanul Z egyik gépe menti meg őket. Z-hez viszi őket, aki különféle sikertelen próbálkozások után úgy dönt, beveti a Piócát, a szuperfegyvert, ami az egész bolygót elpusztítja. Aladárék még időben elmenekülnek, majd amikor hazaérnek, kiderül, hogy a Mézga család nem is Máris szomszéd nyaralójába, hanem egy teljesen másikba tört be.

## Alkotók
- Rendezte: Nepp József, Ternovszky Béla
- Írta: Nepp József, Romhányi József
- Dramaturg: Komlós Klári
- Zenéjét szerezte: Deák Tamás
- Operatőr: Kiss Lajos, Neményi Mária
- Hangmérnök: Bársony Péter
- Vágó: Hap Magda
- Lektor: Lehel Judit
- Háttér: Magyarkúti Béla
- Rajzolták: Apostol Éva, Borókai Edit, Dékány Ferenc, Dizseri Eszter, Hangya János, Hernádi Tibor, Jónák Tamás, Kaim Miklós, Kálmán Katalin, Kiss Bea, Koltai Jenő, Lőcsey Vilmosné, Lőte Attiláné, Palkó József, Rofusz Ferenc, Szalay Edit, Székely Gáborné, Szemenyei András, Szemenyei Mária, Zsilli Mária
- Munkatársak: Csonka György, Gyöpös Katalin, Gyulai Líviuszné, Kanics Gabriella, Kovács Klára, Méhl Tibor, Zsebényi Béla
- Színes technika: Dobrányi Géza
- Gyártásvezető: Szigeti Ágnes
- Produkciós vezető: Gyöpös Sándor, Kunz Román

Készítette a Magyar Televízió megbízázásól a Pannónia Filmstúdió

## Szereplők
- Mézga Aladár: Némethy Attila
- Blöki: Szabó Ottó
- Mézga Géza: Harkányi Endre
- Mézgáné Rezovits Paula: Győri Ilona
- Mézga Kriszta: Földessy Margit
- Dr. Máris Ottokár: Tomanek Nándor
- Barna bajuszos szomszéd: Gyenge Árpád
- Y vezér-ellen bátor-nagy: Somogyvári Rudolf
- Z zsandár-dandár téboly-nagy: Pathó István
- Z zsandár-dandár téboly-nagy egyik robotja: Farkas Antal
- Mérges úriember: Képessy József